# Longvic
Longvic (prononcer [lɔ̃.vi]) est une commune française  appartenant à Dijon Métropole située dans le département de la Côte-d'Or, en région Bourgogne-Franche-Comté. Ses habitants sont appelés les Longviciennes et les Longviciens. Sa population est de 8 787 habitants au recensement de 2022. Longvic tire son nom de longus vicus (longue voie en latin) : c'est à Longvic que la grande voie romaine de Lyon à Trèves traversait l'Ouche, au niveau du Parc de la Colombière.

## Géographie

### Localisation
Située en Bourgogne, la ville de Longvic s'étend au sud-est de la métropole dijonnaise.
Elle est localisée à la confluence d'importantes voies de communication, qui se sont mariées tout naturellement à l'Ouche, épine dorsale de la ville.
Ainsi Longvic est traversée par le canal de Bourgogne creusé en 1785, par quatre voies ferrées installées vers le milieu du XIXe siècle et enfin par la rocade Est de Dijon (voie Georges Pompidou). Elle accueille avec la commune voisine Ouges, l'aéroport Dijon-Bourgogne.
Les communes limitrophes sont Dijon, Fénay, Chenôve, Marsannay-la-Côte, Ouges et Neuilly-Crimolois.

### Climat
Pour des articles plus généraux, voir Climat de la Bourgogne-Franche-Comté et Climat de la Côte-d'Or.
En 2010, le climat de la commune est de type climat océanique dégradé des plaines du Centre et du Nord, selon une étude du Centre national de la recherche scientifique s'appuyant sur une série de données couvrant la période 1971-2000. En 2020, Météo-France publie une typologie des climats de la France métropolitaine dans laquelle la commune est exposée à un climat océanique altéré et est dans la région climatique  Bourgogne, vallée de la Saône, caractérisée par un bon ensoleillement (1 900 h/an), un été chaud (18,5 °C), un air sec au printemps et en été et des vents faibles. 
Pour la période 1971-2000, la température annuelle moyenne est de 10,6 °C, avec une amplitude thermique annuelle de 17,8 °C. Le cumul annuel moyen de précipitations est de 758 mm, avec 11 jours de précipitations en janvier et 7,6 jours en juillet. Pour la période 1991-2020, la température moyenne annuelle observée sur la station météorologique de Météo-France la plus proche, « Dijon-Longvic », sur la commune d'Ouges à 3 km à vol d'oiseau, est de 11,4 °C et le cumul annuel moyen de précipitations est de 743,4 mm,. Pour l'avenir, les paramètres climatiques de la commune estimés pour 2050 selon différents scénarios d'émission de gaz à effet de serre sont consultables sur un site dédié publié par Météo-France en novembre 2022.
| Mois                                  | jan.             | fév.           | mars             | avril           | mai             | juin           | jui.           | août           | sep.            | oct.            | nov.             | déc.             | année     |
| ------------------------------------- | ---------------- | -------------- | ---------------- | --------------- | --------------- | -------------- | -------------- | -------------- | --------------- | --------------- | ---------------- | ---------------- | --------- |
| Température minimale moyenne (°C)     | −0,2             | 0              | 2,6              | 5,2             | 9,2             | 12,8           | 14,9           | 14,6           | 11              | 7,6             | 3,3              | 0,7              | 6,8       |
| Température moyenne (°C)              | 2,7              | 3,8            | 7,5              | 10,7            | 14,6            | 18,5           | 20,8           | 20,4           | 16,4            | 11,8            | 6,5              | 3,4              | 11,4      |
| Température maximale moyenne (°C)     | 5,6              | 7,6            | 12,5             | 16,2            | 20              | 24,2           | 26,7           | 26,2           | 21,7            | 16,1            | 9,7              | 6,1              | 16,1      |
| Record de froid (°C) date du record   | −21,3 09.01.1985 | −22 15.02.1929 | −15,3 11.03.1931 | −5,3 01.04.1931 | −3,3 01.05.1938 | 0,8 02.06.1936 | 2,8 18.07.1922 | 4,3 24.08.1922 | −1,6 24.09.1928 | −4,9 25.10.03   | −10,6 27.11.1985 | −20,8 30.12.1939 | −22 1929  |
| Record de chaleur (°C) date du record | 16,8 01.01.23    | 21,1 27.02.19  | 24,9 31.03.21    | 29 17.04.1949   | 34,4 24.05.1922 | 37,3 27.06.19  | 39,5 24.07.19  | 39,3 12.08.03  | 34,2 01.09.1926 | 28,3 12.10.1921 | 21,6 07.11.1955  | 17,5 16.12.1989  | 39,5 2019 |
| Ensoleillement (h)                    | 608              | 951            | 1 598            | 1 937           | 2 155           | 2 403          | 2 569          | 2 397          | 1 909           | 118             | 665              | 529              | 1 890     |
| Précipitations (mm)                   | 56,8             | 42,9           | 48,2             | 57,5            | 76,1            | 65,8           | 64,9           | 62             | 56,4            | 73,6            | 77,6             | 61,6             | 743,4     |

## Urbanisme

### Typologie
Au 1er janvier 2024, Longvic est catégorisée ceinture urbaine, selon la nouvelle grille communale de densité à 7 niveaux définie par l'Insee en 2022.
Elle appartient à l'unité urbaine de Dijon, une agglomération intra-départementale dont elle est une commune de la banlieue,. Par ailleurs la commune fait partie de l'aire d'attraction de Dijon, dont elle est une commune de la couronne,. Cette aire, qui regroupe 333 communes, est catégorisée dans les aires de 200 000 à moins de 700 000 habitants,.

### Occupation des sols
L'occupation des sols de la commune, telle qu'elle ressort de la base de données européenne d’occupation biophysique des sols Corine Land Cover (CLC), est marquée par l'importance des territoires artificialisés (66,3 % en 2018), en augmentation par rapport à 1990 (63,8 %). La répartition détaillée en 2018 est la suivante : 
zones industrielles ou commerciales et réseaux de communication (41,4 %), terres arables (30,2 %), zones urbanisées (20,1 %), espaces verts artificialisés, non agricoles (4,7 %), zones agricoles hétérogènes (3,5 %). L'évolution de l’occupation des sols de la commune et de ses infrastructures peut être observée sur les différentes représentations cartographiques du territoire : la carte de Cassini (XVIIIe siècle), la carte d'état-major (1820-1866) et les cartes ou photos aériennes de l'IGN pour la période actuelle (1950 à aujourd'hui).

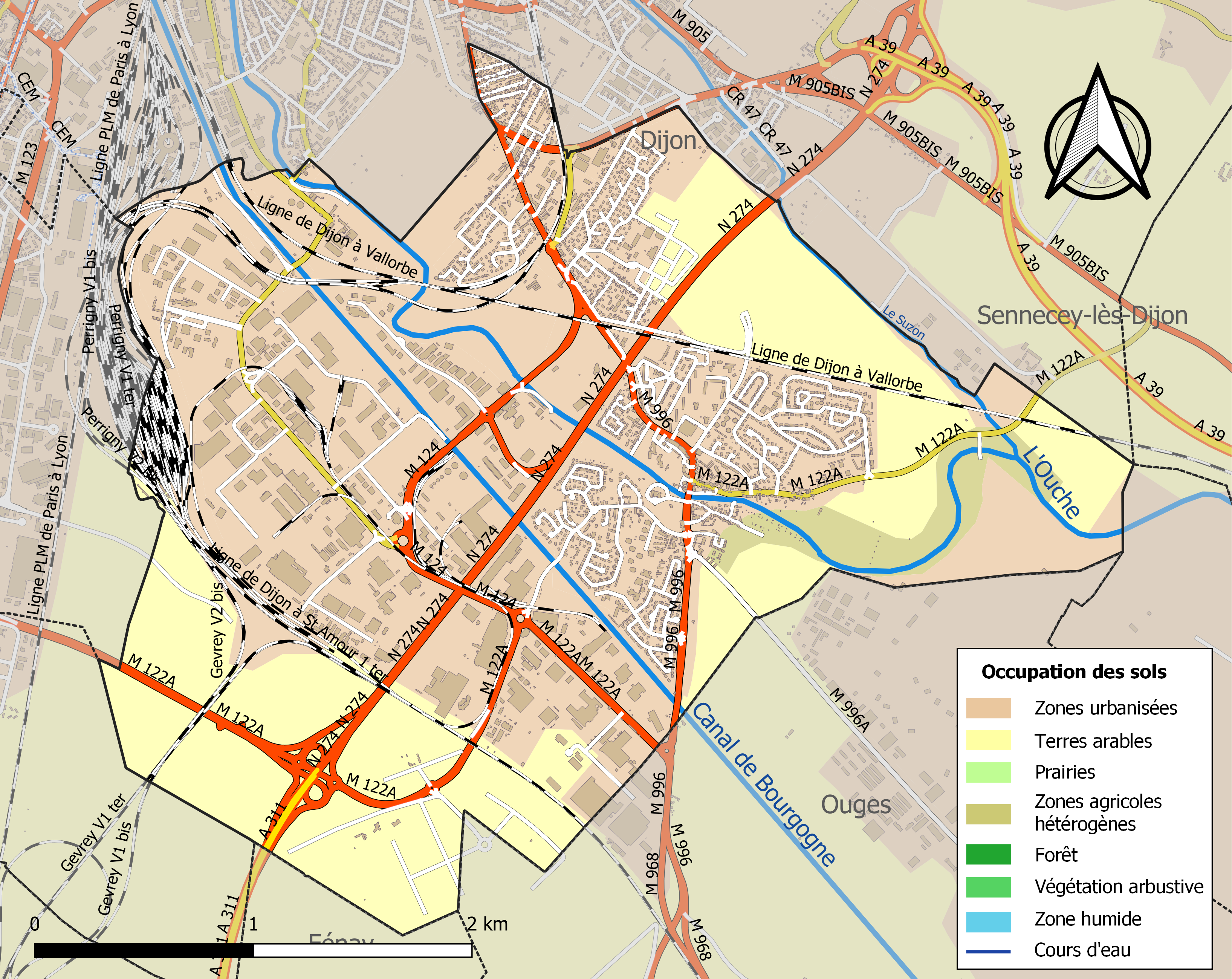
Carte des infrastructures et de l'occupation des sols de la commune en 2018 (CLC).

### Morphologie urbaine

#### Les quartiers

###### Guynemer - Parc
C'est le secteur nord de la commune composé des quartiers résidentiels de Guynemer, créé dans les années 1940 et du Parc créé dans les années 1930, dans la continuité du bâti de Dijon, ainsi, ils étaient isolés du bourg de la commune, d'où le terme de Longvic Parc que l'on peut trouver sur d'anciens plans.
Il est doté de deux écoles, d'un centre Espace Loisirs Freinet, de plusieurs commerces de proximité et d'une halte-garderie Les P'tites Frimousses.
Il accueille le stade Bourrilot, propriété de la ville de Dijon et une maison d'accueil pour personnes âgées.
L'école maternelle Célestin-Freinet a été construite dans les années 1980. Elle était dotée jusqu'à 2004 d'appartements de fonction, transformés en halte-garderie.
L'école élémentaire Léon-Blum a été construite dans les années 1950. Elle possède une classe d'insertion scolaire. Ces deux écoles fonctionnent en partenariat pour la cantine.
Elles sont toutes les deux situées dans le quartier Guynemer.

###### Pommerets - Poussots
Ce secteur est situé entre Guynemer-Parc et la Cité Valentin, composé des quartiers pavillonnaires des Pommerets, créé dans les années 1950 et des Poussots, créé dans les années 1960, ce dernier tire son nom du quartier dijonnais homonyme et limitrophe.
Il est doté du collège de la commune et de petits commerces.
Il accueille un boulodrome, un gymnase et la plaine sportive de la commune (terrains de foot, de tennis, skate park, salle des fêtes) ainsi que de quelques industries qui devraient rejoindre progressivement la zone industrielle de la commune, au sud-ouest du territoire.
Le collège Roland-Dorgelès a été construit en 1968.

###### Valentin
Ce quartier près du centre de la commune a été créé à partir des années 1950 pour loger des militaires de la base aérienne situé à quelques kilomètres.
Il est doté d'une école maternelle et d'un centre Espace Valentin et il accueille un relais d'assistantes maternelles.
L'école maternelle Valentin a été construite dans les années 1960.

###### Centre - Trois Marronniers
Ce secteur situé au centre de la commune est composé des quartiers du Centre-Ville et du quartier des Trois Marronniers, ancien hameau.
Il est doté d'un supermarché, de la Poste, d'un poste de police, d'un centre commercial. Il accueille la mairie, une école de musique, une maison de l'enfance, une structure multi-accueil Les P’tits Lutins, de l'Espace Culturel du Moulin contenant la médiathèque.

###### Prévôts - Blés d'Or
Ce secteur au nord/nord-est du centre-ville est composé du quartier des Prévôts, construit dans les années 1980 et 1990, c'est le dernier quartier d'habitat collectif construit sur la commune et du quartier pavillonnaires des Blés d'Or, construit au début des années 1970.
Il est doté d'une école maternelle.
L'école maternelle Paul-Émile-Victor date des années 1980 et est située dans le quartier des Prévôts

###### Carmélites
Cette zone pavillonnaire est située à la sortie de la ville et la plus récente puisqu'elle a été aménagé au début des années 2000. Il est doté d'une école élémentaire, ouverte à la rentrée 2007 et d'un gymnase cette zone n’est pas considérée comme un quartier mais une zone pavillonnaire . Les carmélites est la zone la moins peuplé de Longvic.

###### Bief du Moulin
Comptant 1 134 habitants en 2018, ce secteur est le plus peuplé de la ville avec près de 20 % de la population. Datant des années 1970, il est doté d'un groupe scolaire, de quelques commerces ainsi qu'un centre social, d'une halte-garderie et d'une salle de sport. Il compte un grand ensemble classé quartier prioritaire, entouré de zones pavillonnaires. Depuis 2013, un écoquartier (de niveau 3) complète ce quartier en plein renouveau.

###### La zone industrielle: les parcs d'Oscara

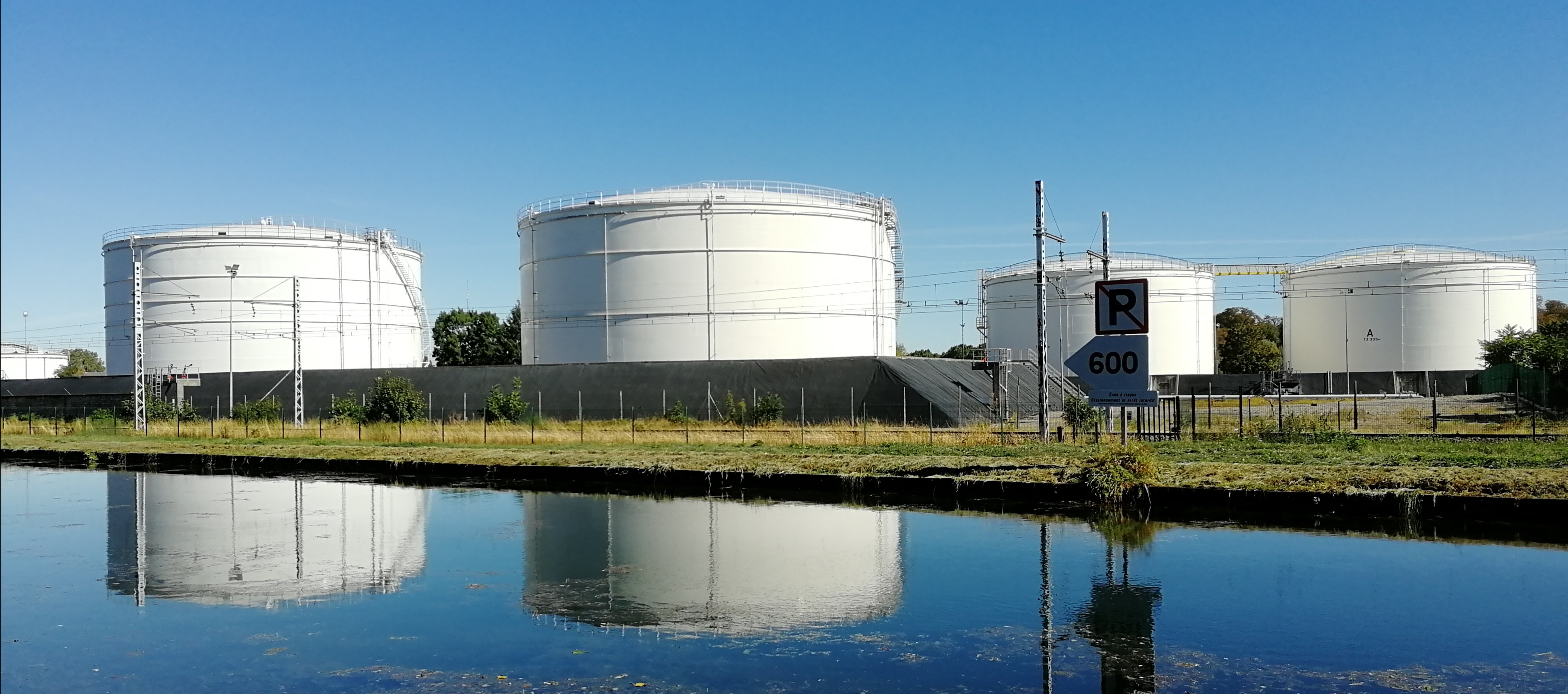
Dépôt pétrolier

Aménagée dès 1958, c'est la première zone industrielle créée par l'État via la préfecture de la Côte-d'Or et la CCI de Dijon après la Seconde Guerre mondiale en France, elle occupe plus de 3,5 km² de la superficie de la commune. Elle accueille le Centre de Formation d'Apprentis "La Noue" et de nombreuses grandes entreprises ainsi qu'un centre de tri de la Poste et un dépôt pétrolier.

### Voies de communications et transports
La commune est desservie par 5 lignes de bus du réseau Divia de l'agglomération dijonnaise
- L6 permet de rejoindre le centre-ville de Dijon en desservant l'intégralité de la partie résidentielle de la ville
- B18 permet de rejoindre le centre-ville de Dijon en desservant la zone industrielle, la base aérienne et la moitié de la population longvicienne
- R31 et R32 permettent d'atteindre l'extrémité est de la zone industrielle non desservie par la ligne 18 et de rejoindre Ouges, Bretenière et Fénay
- R38 permet de rejoindre le centre-ville de Dijon en desservant la base aérienne
- F44 permet de rejoindre les parcs d'Oscara depuis "Longvic centre"

Et différents services scolaires permettant de rejoindre le collège de la commune ainsi que plusieurs établissements scolaires dijonnais.

## Toponymie
Le nom de la localité est attesté sous les formes Longovicus (630) ; Finis Longoviana (679) ; In pago Oscarense, in fine Longoviacense (881-882) ; Longovicum (1066) ; Longus Vicus (1113) ; Lonvicus (1148-1175) ; Longum Vadum (1184) ; Lonvi (1197) ; Loncvy (1280) ; Lon Vi (1289) ; Lonvy (1290) ; Lonvis (2e moitié XIIIe siècle) ; Longvy (1388) ; Longvi (1397) ; Long Vy (1610) ; Longvis (1645) ; Longvic, ou Saint Pierre sur Ouche (1732) ; Longvic (1783).

## Politique et administration

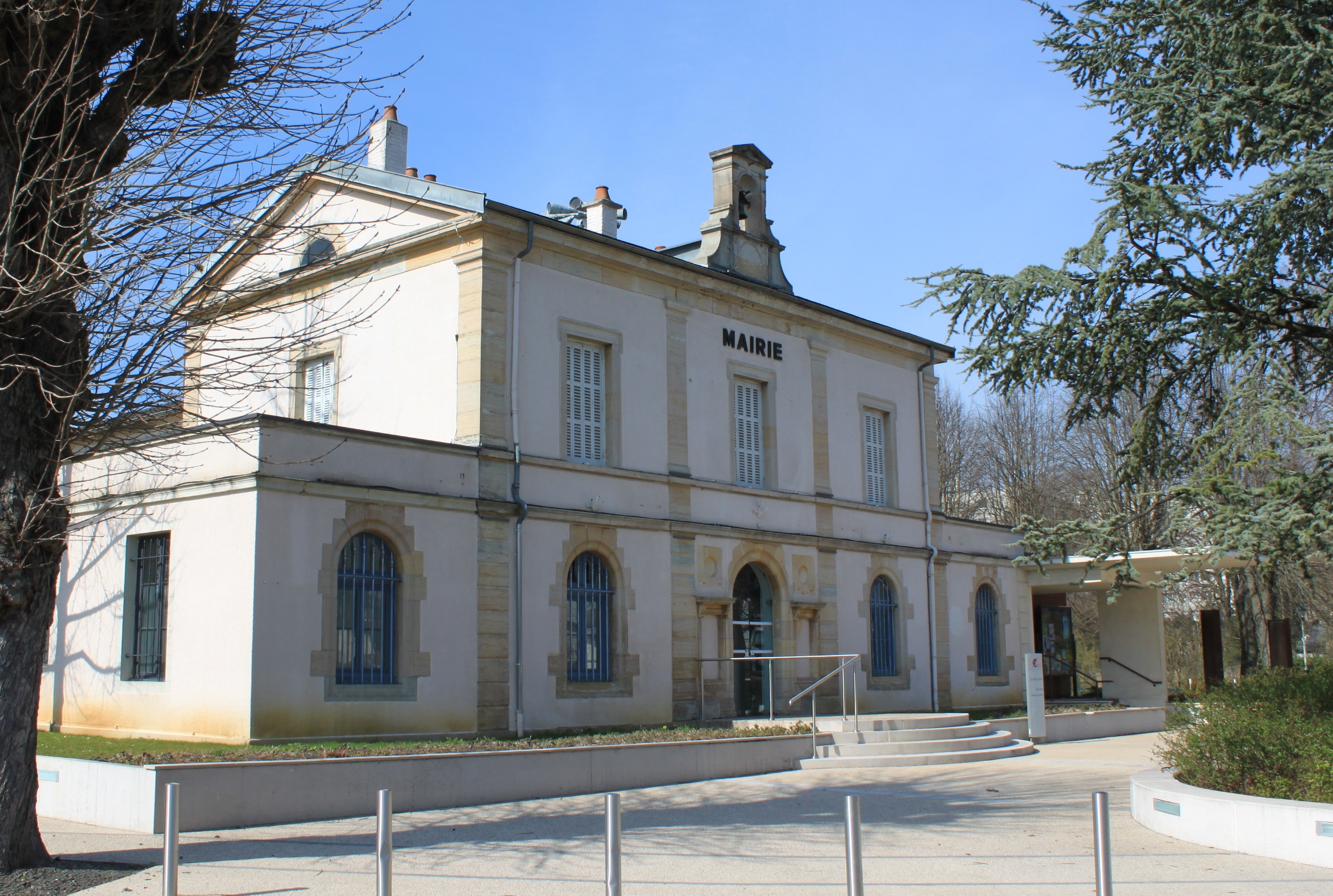
Mairie

### Découpage territorial
La commune se trouve dans l'arrondissement de Dijon du département de la Côte-d'Or.

#### Commune et intercommunalités
La commune est membre de Dijon Métropole.

#### Circonscriptions administratives
La commune est rattachée au canton de Longvic.

#### Circonscriptions électorales
Pour l'élection des députés, la commune fait partie de la troisième circonscription de la Côte-d'Or.

### Élections municipales et communautaires

#### Liste des maires
| Période                                  | Période                       | Identité           | Étiquette         | Qualité |
| ---------------------------------------- | ----------------------------- | ------------------ | ----------------- | --- |
| Les données manquantes sont à compléter. |                               |                    |                   | |
| 1888                                     | 1900                          | Auguste Détallante |                   | |
| 1900                                     | 1900                          | Guillaume Cullard  |                   | |
| 1900                                     | 1907                          | Auguste Détallante |                   | |
| 1907                                     | 1908                          | Claude Renard      |                   | |
| 1908                                     | 1910                          | Albert Barbier     |                   | |
| 1910                                     | ?                             | Dominique Berthaut | SFIO              | Conseiller d'arrondissement (1913 → 1919) |
| Les données manquantes sont à compléter. |                               |                    |                   | |
| mai 1953                                 | mars 1983                     | Maurice Mazué      | Soc.ind. puis DVD | Ouvrier professionnel, cheminot Ancien résistant Conseiller général de Chenôve (1973 → 1976) |
| mars 1983                                | avril 1986                    | Marcel Jacquelinet | DVD               | Décédé en fonction |
| 1986                                     | juin 1995                     | Maurice Colson     | RPR               | |
| juin 1995                                | juin 2005                     | Michel Étiévant    | PS                | Responsable commercial, chargé de mission Député de la Côte-d'Or (3e circ.) (1999 → 2002) Suppléant du député Roland Carraz Conseiller régional de Bourgogne (1992 → ?) Vice-président de la COMADI (2001 → 2006) Démissionnaire |
| juin 2005                                | mars 2014                     | Claude Darciaux    | PS                | Professeure de mathématiques retraitée Députée de la Côte-d'Or (3e circ.) (2002 → 2012) |
| mars 2014                                | janvier 2024                  | José Almeida       | PS                | Fonctionnaire Conseiller régional de Bourgogne-Franche-Comté (2015 → 2021) Démissionnaire |
| janvier 2024                             | En cours (au 29 janvier 2024) | Céline Tonot       | PS                | Ancienne coordinatrice des ventes Première adjointe au maire (2014 → 2024) Conseillère départementale de Longvic (2015 → ) 19e vice-présidente de Dijon Métropole                                                                |

Les élections municipales de mars 2008 ont vu s'opposer Madame Claude Darciaux (Parti socialiste) et Maître Jean-Philippe Morel (Parti radical valoisien).

### Politique de développement durable
La commune a engagé une politique de développement durable en lançant une démarche d'Agenda 21 en 2009. Depuis 2019 elle s'engage dans la réalisation d'un Agenda 2030 afin de répondre aux objectifs de Développement durable de l'ONU.

### Jumelages
- Florennes,  Belgique
- Maxdorf,  Allemagne
- Diawara,  Sénégal
- New Holland,  États-Unis

## Équipements et services publics

### Espaces publics
- Ville fleurie : trois fleurs.
- Ville nature : une libellule.

### Enseignement
- École maternelle Célestin-Freinet
- École maternelle Maurice-Mazué
- École maternelle Paul-Émile-Victor
- École élémentaire Léon-Blum
- École élémentaire Roland-Carraz, qui a remplacé en 2007 l'école élémentaire du Bourg
- École élémentaire Maurice-Mazué
- Collège Roland-Dorgelès

### Culture
L'Espace culturel du Moulin a été construit sous l'impulsion de Michel Etiévant à partir d’un ancien moulin situé sur le Bief (dérivation de l'Ouche qui servait à alimenter le moulin en eau) et inauguré dans les années 2001 en présence de Raymond Forni. Il accueille la médiathèque de Longvic, la galerie du jeu de quilles (collection donnée à la commune par la famille Kessler) ainsi qu'une salle d’exposition (salle Bombois).

### Santé
La ville compte 7 médecins : quatre au groupe médical (1 route de Dijon) et trois autres généralistes à travers la ville.
Trois pharmacies sont régulièrement réparties dans la ville :
- la première dans le quartier de Longvic-Parc ;
- la deuxième au centre-ville de Longvic ;
- la troisième dans le quartier du Bief.

## Population et société

### Démographie
L'évolution du nombre d'habitants est connue à travers les recensements de la population effectués dans la commune depuis 1793. Pour les communes de moins de 10 000 habitants, une enquête de recensement portant sur toute la population est réalisée tous les cinq ans, les populations de référence des années intermédiaires étant quant à elles estimées par interpolation ou extrapolation. Pour la commune, le premier recensement exhaustif entrant dans le cadre du nouveau dispositif a été réalisé en 2008.

En 2022, la commune comptait 8 787 habitants, en évolution de −0,07 % par rapport à 2016 (Côte-d'Or : +0,82 %, France hors Mayotte : +2,11 %).
| 1793 | 1800 | 1806 | 1821 | 1831 | 1836 | 1841 | 1846 | 1851 |
| ---- | ---- | ---- | ---- | ---- | ---- | ---- | ---- | ---- |
| 290  | 304  | 280  | 251  | 275  | 319  | 353  | 405  | 393  |

| 1856 | 1861 | 1866 | 1872 | 1876 | 1881 | 1886 | 1891 | 1896 |
| ---- | ---- | ---- | ---- | ---- | ---- | ---- | ---- | ---- |
| 457  | 470  | 501  | 477  | 496  | 514  | 522  | 575  | 556  |

| 1901 | 1906 | 1911 | 1921 | 1926  | 1931  | 1936  | 1946  | 1954  |
| ---- | ---- | ---- | ---- | ----- | ----- | ----- | ----- | ----- |
| 522  | 646  | 712  | 911  | 1 200 | 1 534 | 1 883 | 1 883 | 2 901 |

| 1962  | 1968  | 1975  | 1982  | 1990  | 1999  | 2006  | 2008  | 2013  |
| ----- | ----- | ----- | ----- | ----- | ----- | ----- | ----- | ----- |
| 4 372 | 5 202 | 7 448 | 8 179 | 8 273 | 9 017 | 9 332 | 9 385 | 8 981 |

| 2018  | 2022  | - | - | - | - | - | - | - |
| ----- | ----- | - | - | - | - | - | - | - |
| 8 416 | 8 787 | - | - | - | - | - | - | - |

### Manifestations culturelles et festivités
La ville de Longvic organise tous les deux ans un salon de la Bande Dessinée, qui se tient à la fin du mois de mars. Cette biennale du 9e art a réussi le pari depuis de nombreuses années de réunir un public large et varié, provenant de l'ensemble de l'agglomération dijonnaise et même du département. En plus d'un côté artistique et festif, des animations sont lancées pour intéresser les plus jeunes à la lecture.
Longvic accueille le festival metal Rising Fest. 

### Sports et loisirs
- Le COSEC (dans le quartier Pommerets-Poussots) héberge les entraînements et les matchs des différentes équipes de l'Association Loisirs et Culture, section Handball de Longvic. Deux équipes fanions, l'une masculine, l'autre féminine, évoluent à un haut niveau national depuis plusieurs années maintenant.
- L'Association Loisirs et Culture, section football de Longvic, évolue quant à elle sur les terrains mis à disposition par la commune, route de Dijon (à proximité de l'Espace Jean-Bouhey). Deux terrains en herbe et un terrain en stabilisé permettent aux quelque 300 licenciés de la section d'évoluer dans les meilleures conditions. Des travaux de rénovation des tribunes sont en cours, échelonnés sur la fin 2007, début 2008.
- Cette même association comprend également une importante section escrime.
- Le stade Marcel-Bourillot, situé dans le quartier Guynemer-Parc, héberge le club de rugby de Dijon.

### Vie associative
- l'Amicale des Pêcheurs de Longvic, association de pêche gérant avec la mairie de Longvic l'Étang Royal de la ville.
- La ville dispose d'un Conservatoire à rayonnement communal de musique (CRC) enseignant les pratiques collectives et individuelles des instruments et du chant.
- L'Harmonie municipale de Longvic, composée d'une trentaine de musiciens, assure plusieurs représentations dans l'année ainsi que l'animation musicale des cérémonies officielles de la ville.
- L'association Banda'mi 21 répète dans les locaux du Conservatoire et assure de nombreuses représentations de musique festive et anime les différents événements de la ville ainsi que les matchs du Stade Dijonnais.

## Économie
Jusqu'en 2025, la commune accueille une usine de production de bobines de matériaux du groupe Tetra Pak. Le site sera démantelé en 2026.

## Culture locale et patrimoine

### Lieux et monuments
- L'église Saint-Pierre ;
- La chapelle Sainte Claire ;
- Le Château de Beauregard.
- La gare de triage et les ateliers SNCF de Perrigny, en grande partie situés sur le territoire de Longvic.
- Le fort de Beauregard.

Longvic a accueilli la base aérienne militaire BA-102, l’un des aéroports militaires les plus importants du territoire français, qui a fermé en 2016. Seul subsiste aujourd’hui sur le site l’aéroport civil de Dijon - Longvic. Le projet incertain « renaissance » d'extension de cet aéroport soulève des résistances et oppositions,.
C’est ici qu’ont atterri Jacques Chirac, président de la République française et Helmut Kohl, chancelier allemand au 67e sommet franco-allemand en 1996.

### Personnalités liées à la commune
- Roland Dorgelès (1885-1973) Son rapport particulier à Longvic : en 1915, il rejoint l’aviation française et devient instructeur. Au 9, route de Dijon, il travaille sur Les Croix de bois entre deux séances d’instruction, roman qui manquera de peu le prix Goncourt en 1919.
- Madjid Bougherra, footballeur algérien, est né et a passé sa jeunesse à Longvic.

### Héraldique
| Blason | Blasonnement : Bandé d'or et d'azur à la clef d'argent brochant en pal, à la bordure de gueules. |

## Pour approfondir

#### Bases de données, dictionnaires et encyclopédies
- Site officiel
- Ressources relatives à la géographie :   - Insee (communes)
  - Ldh/EHESS/Cassini
- Ressource relative à plusieurs domaines :   - Annuaire du service public français
- Ressource relative à la musique :   - MusicBrainz
- Notices d'autorité :   - VIAF
  - BnF (données)
  - IdRef